# Stenopelmatus
Stenopelmatus is een geslacht van rechtvleugeligen uit de familie Stenopelmatidae. De wetenschappelijke naam van dit geslacht is voor het eerst geldig gepubliceerd in 1838 door Burmeister.

## Soorten
Het geslacht Stenopelmatus omvat de volgende soorten:
- Stenopelmatus ater Saussure & Pictet, 1897
- Stenopelmatus calcaratus Griffini, 1893
- Stenopelmatus coahuilensis Tinkham, 1968
- Stenopelmatus fuscus Haldeman, 1852
- Stenopelmatus guatemalae Brunner von Wattenwyl, 1888
- Stenopelmatus histrio Saussure, 1859
- Stenopelmatus intermedius Davis & Smith, 1926
- Stenopelmatus lessonae Griffini, 1893
- Stenopelmatus longispinus Brunner von Wattenwyl, 1888
- Stenopelmatus lycosoides Walker, 1869
- Stenopelmatus mescaleroensis Tinkham, 1979
- Stenopelmatus minor Saussure, 1859
- Stenopelmatus monahansensis Stidham & Stidham, 2001
- Stenopelmatus navajo Rentz, 1978
- Stenopelmatus nieti Saussure, 1859
- Stenopelmatus nigrocapitatus Tinkham & Rentz, 1969
- Stenopelmatus piceiventris Walker, 1869
- Stenopelmatus pictus Scudder, 1899
- Stenopelmatus talpa Burmeister, 1838
- Stenopelmatus toltecus Saussure, 1862
- Stenopelmatus vicinus Brunner von Wattenwyl, 1888